# SingStar Pop Hits 40 Principales
SingStar Pop Hits 40 Principales es un juego de karaoke del sistema PlayStation 2 publicado por Sony Computer Entertainment Europe y desarrollado por SCEE y London Studio. Esta es la 8ª entrega en la saga SingStar con un cambio de nombre exclusivo para España: Pop Hits Los 40 Principales
SingStar Pop Hits 40 Principales como el juego original, es distribuido tanto solo el juego (DVD), como el juego y un par de micrófonos acompañado -uno rojo y otro azul-. SingStar es compatible con la cámara EyeToy que sirve para visualizar a los jugadores en la pantalla mientras cantan.

## El juego
SingStar Pop Hits 40 Principales es un juego de karaoke popular en el que los jugadores cantan canciones para conseguir puntos. Los jugadores interactúan con la PS2 por los micrófonos USB, mientras una canción es mostrada, junto a su video musical, en pantalla. Las letras de la canción son visualizadas durante toda la partida en la parte inferior de la pantalla. SingStar Pop Hits 40 Principales reta a los jugadores a cantar como en las canciones originales, pero con su propia voz. Se trata de cantar lo más parecido o igualmente, intentando afinar igual, para poder ganar puntos. Normalmente, son 2 los jugadores los que compiten a la vez, aunque el juego incluye otro tipo de modos para más jugadores.
Esta 8ª entrega de SingStar reúne temas pop muy conocidos, desde 2000, incluyendo sobre todo éxitos muy recientes. La localización de temas españoles se ha realizado en colaboración con la emisora de radio 40 Principales. Además, después del ya tradicional vídeo de introducción en el que (desde SingStar Legends solo) se muestra el título de SingStar que hemos cargado, se muestra otro vídeo de tipo cortinilla de los 40 Principales.
SingStar Pop Hits 40 Principales, como todo el resto de juegos de SingStar, excepto la primera entrega, mide el tono de un jugador y no lo compara con la voz original, esto quiere decir, que se puede cantar en cualquier octava más alta o más baja y aun así se pueden conseguir puntos. Esto está preparado para aquellos jugadores que no son capaces de cantar en un registro tan alto o tan bajo como la grabación original. Además, SingStar Pop Hits 40 Principales incluye nuevos filtros de voz que pueden ser usados en el modo Playback para distorsionar o realzar la voz grabada durante la canción.
En SingStar se puede jugar a 3 niveles distintos de dificultad: fácil, medio y difícil. Cuanto más alto es el nivel del juego, menos podremos desafinar del tono original.
Esta versión de SingStar permite cambiar el disco de SingStar que hay dentro de la consola al principio (Disco Maestro), para cambiar las canciones sin la necesidad de reiniciar tu consola. Cuando hemos cambiado el disco, la interfaz de juego, la funcionalidad y la apariencia siguen permaneciendo del Disco Maestro. Esto es bastante útil con la primera versión de SingStar, que tiene varios fallos, además de carecer de la capacidad de cantar en una octava menor o mayor del registro original; esto significa que hay que cantar idéntico al cantante original, con lo que es mucho más difícil. 

### Modos de juego
- Cantar Solo - Modo para que un solo jugador cante.
- Dueto - Dueto para 2 jugadores, en el que al final de la canción, sumarán sus puntuaciones.
- Batalla - Modo para 2 jugadores en el que competirán por la mejor canción. A veces también con algunas canciones en dueto, solo que sin sumar sus puntuaciones.
- Pasa el Micro - Modo multijugador especial para fiestas.

## Lista de canciones

### Lista española
| Artista                             | Canción                      | Observaciones                            | Canción sustituida                           |
| ----------------------------------- | ---------------------------- | ---------------------------------------- | -------------------------------------------- |
| SingStar Pop Hits 40 Principales    |                              |                                          |                                              |
| Alejandro Sanz                      | "A La Primera Persona"       |                                          | Akon - "Lonely"                              |
| Ana Torroja                         | "Los Amantes"                |                                          | All Saints - "Black Coffee"                  |
| Antonio Orozco                      | "Devuélveme La Vida"         |                                          | Ashlee Simpson - "Boyfriend"                 |
| Britney Spears                      | "...Baby one more time"      |                                          |                                              |
| Carlos Baute                        | "Te Regalo"                  |                                          | Avril Lavigne - "My Happy Ending"            |
| Chenoa                              | "Rutinas"                    |                                          | Cascada - "Everytime We Touch"               |
| Coti                                | "Antes Que Ver El Sol"       |                                          | Corinne Bailey Rae - "Put Your Records On"   |
| David Bisbal                        | "¿Quién Me Iba A Decir?"     |                                          | Daniel Powter - "Bad Day"                    |
| David Bustamante                    | "Devuélveme La Vida"         |                                          | Danni Minogue - "I Begin To Wonder"          |
| David deMaría                       | "Despertaré Cuando Te Vayas" |                                          | Evanescence - "Bring Me To Life"             |
| Diego Martín con Raquel del Rosario | "Dejáme Verte"               | Dueto: Diego Martín / Raquel del Rosario | Fall Out Boy - "Dance, Dance"                |
| Dover                               | "Let Me Out"                 |                                          | Girls Aloud - "No Good Advice"               |
| Edurne                              | "Amores Dormidos"            |                                          | Goldfrapp - "Oh La La"                       |
| Efecto Mariposa con Javier Ojeda    | "No Me Crees"                | Dueto: Susana Alva / Javier Ojeda        | Jamelia - "Beware Of The Dog"                |
| El Arrebato                         | "Duele"                      |                                          | James Morrison - "You Give Me Something"     |
| El Canto Del Loco                   | "Volverá"                    |                                          | JoJo - "Leave (Get Out)"                     |
| El sueño de Morfeo                  | "Nunca Volverá"              |                                          | Lemar - "It's Not That Easy"                 |
| Fangoria                            | "Criticar Por Criticar"      |                                          | Lily Allen - "Littlest Things"               |
| Fito y Fitipaldis                   | "Por La Boca Vive el Pez"    |                                          | My Chemical Romance - "Helena"               |
| Jennifer López                      | "Jenny from the block"       | [RAP]                                    |                                              |
| La Caja de Pandora                  | "Acuérdate Bien de Mi Cara"  |                                          | Nelly Furtado ft. Timbaland - "Promiscuos"   |
| La Oreja de Van Gogh                | "Dulce Locura"               |                                          | Norah Jones - "Don't Know Why"               |
| Malú                                | "Toda"                       |                                          | Orson - "Bright Idea"                        |
| Melendi                             | "Quisiera Yo Saber"          |                                          | Razorlight - "Golden Touch"                  |
| Merche                              | "Bombón"                     |                                          | Rihanna - "S.O.S."                           |
| Nena Daconte                        | "¿En Qué Estrella Estará?"   |                                          | Scissor Sisters - "I Don't Feel Like Dancin" |
| Pereza                              | "Como Lo Tienes Tú"          |                                          | Sugababes - "Push The Button"                |
| Pignoise                            | "Te Entiendo"                |                                          | Travis - "Sing"                              |
| Señor Trepador                      | "La Noche Me Resbala"        |                                          | Will Young - "Switch It On"                  |
| U2                                  | "Beautiful Day"              |                                          |                                              |

RAP: La canción incluye Rapímetro parcial o totalmente en la canción.
Dueto: Cantante 1 / Cantante 2: La canción es un dueto predefinido no cooperativo. Cada jugador será uno de los cantantes que participa en ella. Puedes elegir y cambiar que micro será cada cantante.

### Lista alemana
| Lista alemana     | Lista alemana            | Lista alemana                        |
| Artista           | Canción                  | Canción sustituida                   |
| ----------------- | ------------------------ | ------------------------------------ |
| SingStar Pop Hits |                          |                                      |
| Jan Delay         | "Für Immer Und Dich"     | Akon - "Lonely"                      |
| MIA.              | "Tanz Der Moleküle"      | Ashlee Simpson - "Boyfriend"         |
| Revolverheld      | "Mit Dir Chill'n"        | Dannii Minogue - "I Begin To Wonder" |
| Rosenstolz        | "Ich Geh In Flammen Auf" | Fall Out Boy - "Dance, Dance"        |
| Sebastian Hämer   | "Sommer Unseres Lebens"  | Jamelia - "Beware Of The Dog"        |
| Sunrise Avenue    | "Fairytale Gone Bad"     | JoJo - "Leave (Get Out)"             |
| Tobias Regner     | "I Still Burn"           | Lily Allen - "Littlest Things"       |
| US5               | "Mama"                   | My Chemical Romance - "Helena"       |
| Wir sind Helden   | "Aurélie"                | Razorlight - "Golden Touch"          |
| Xavier Naidoo     | "Zeilen Aus Gold"        | Will Young - "Switch It On"          |

### Lista australiana /neozelandesa
| Lista australiana / neozelandesa | Lista australiana / neozelandesa | Lista australiana / neozelandesa |
| Artista                          | Canción                          | Canción sustituida               |
| -------------------------------- | -------------------------------- | -------------------------------- |
| SingStar Pop Hits                |                                  |                                  |
| Keane                            | "Crystal Ball"                   | Lemar - "It's Not That Easy"     |
| Ne-Yo                            | "Sexy Love"                      | Orson - "Bright Idea"            |
| Pussycat Dolls                   | "Beep"                           | Razorlight - "Golden Touch"      |

### Lista danesa /finlandesa /noruega /sueca
En Dinamarca, Finlandia, Noruega y Suecia se lanzaron a la venta tanto la versión internacional como la adaptación regional (SingStar Pop Hits Scandinavisk) de SingStar Pop Hits:
| Lista danesa / finlandesa / noruega / sueca | Lista danesa / finlandesa / noruega / sueca | Lista danesa / finlandesa / noruega / sueca |
| Artista                                     | Canción                                     | Canción sustituida                          |
| ------------------------------------------- | ------------------------------------------- | ------------------------------------------- |
| SingStar Pop Hits Scandinavisk              |                                             |                                             |
| Ace of Base                                 | "Life Is a Flower"                          | Akon - "Lonely"                             |
| Andreas Johnson                             | "Glorious"                                  | Ashlee Simpson - "Boyfriend"                |
| Aqua                                        | "Cartoon Heroes"                            | Avril Lavigne - "My Happy Ending"           |
| Basshunter                                  | "Boten Anna"                                | Cascada - "Everytime We Touch"              |
| The Cardigans                               | "Erase & Rewind"                            | Corinne Bailey Rae - "Put Your Records On"  |
| Christian Walz                              | "Wonderchild"                               | Dannii Minogue - "I Begin To Wonder"        |
| Drömhus                                     | "Vill ha dej"                               | Evanescence - "Bring Me To Life"            |
| Eagle-Eye Cherry                            | "Save Tonight"                              | Fall Out Boy - "Dance, Dance"               |
| Infernal                                    | "I Won't Be Crying"                         | Girls Aloud - "No Good Advice"              |
| Johnny Deluxe                               | "Drenge Som Mig"                            | James Morrison - "You Give Me Something"    |
| Junior Senior                               | "Take My Time"                              | JoJo - "Leave (Get Out)"                    |
| Maria Mena                                  | "You're The Only One"                       | Lemar - "It's Not That Easy"                |
| Roxette                                     | "I Wish I Could Fly"                        | My Chemical Romance - "Helena"              |
| Safri Duo                                   | "Sweet Freedom"                             | Norah Jones - "Don't Know Why"              |
| Sanne Salomonsen                            | "You've Never Been Loved Before"            | Travis - "Sing"                             |
| Titiyo                                      | "Come Along"                                | Will Young - "Switch It On"                 |

### Lista francesa
Al igual que en la versión española, sólo 3 canciones de la versión original permanecieron: Akon - Lonely, Britney Spears - ...Baby one more time y Jennifer Lopez - Jenny from the block. En la versión española, en lugar de la canción de Akon, quedó U2 - Beautiful Day
| Lista francesa             | Lista francesa           | Lista francesa                                |
| Artista                    | Canción                  | Canción sustituida                            |
| -------------------------- | ------------------------ | --------------------------------------------- |
| SingStar Pop Hits          |                          |                                               |
| Anaïs                      | "Mon Cœur Mon Amour"     | All Saints - "Black Coffee"                   |
| Bratisla Boys              | "Stach stach"            | Ashlee Simpson - "Boyfriend"                  |
| Corneille                  | "Les marchands de rêves" | Avril Lavigne - "My Happy Ending"             |
| Diam's                     | DJ"                      | Cascada - "Everytime We Touch"                |
| Diam's                     | "Jeune demoiselle"       | Corinne Bailey Rae - "Put Your Records On"    |
| Fatal Bazooka              | "Fous ta cagoule"        | Daniel Powter - "Bad Day"                     |
| Jane Fostin & Medhy Custos | "Pas de glace"           | Danni Minogue - "I Begin To Wonder"           |
| Kaolin                     | "Partons Vite"           | Evanescence - "Bring Me To Life"              |
| Katerine                   | "Louxor J'Adore"         | Fall Out Boy - "Dance, Dance"                 |
| K'Maro                     | "Histoires de luv"       | Girls Aloud - "No Good Advice"                |
| Lââm                       | "Petite sœur"            | Goldfrapp - "Oh La La"                        |
| Leslie                     | "Et j'attends"           | Jamelia - "Beware Of The Dog"                 |
| Lynnsha feat. D. Dy        | "Hommes...femmes"        | James Morrison - "You Give Me Something"      |
| M. Pokora                  | "De retour"              | JoJo - "Leave (Get Out)"                      |
| Medhy Custos               | "Elles demandent"        | Lemar - "It's Not That Easy"                  |
| Nâdiya                     | "Amies ennemies"         | Lily Allen - "Littlest Things"                |
| Nâdiya                     | "Roc"                    | My Chemical Romance - "Helena"                |
| Najoua Belyzel             | "Gabriel"                | Nelly Furtado ft. Timbaland - "Promiscuos"    |
| Olivia Ruiz                | "La Femme Chocolat"      | Norah Jones - "Don't Know Why"                |
| Olivia Ruiz                | "J'traîne des pieds"     | Orson - "Bright Idea"                         |
| Perle Lama                 | "Emmène-moi avec toi"    | Razorlight - "Golden Touch"                   |
| Shy'm                      | "Femme de couleur"       | Rihanna - "S.O.S."                            |
| Shy'm                      | "Victoire"               | Scissor Sisters - "I Don't Feel Like Dancin'" |
| Sinclair                   | "A Chaque Seconde"       | Sugababes - "Push The Button"                 |
| Sinik feat. Vitaa          | "Ne dis jamais"          | Travis - "Sing"                               |
| Superbus                   | "Butterfly"              | Will Young - "Switch It On"                   |
| Vitaa                      | "A fleur de toi"         | U2 - "Beautiful Day"                          |

### Lista polaca
| Lista polaca                  | Lista polaca             | Lista polaca                             |
| Artista                       | Canción                  | Canción sustituida                       |
| ----------------------------- | ------------------------ | ---------------------------------------- |
| SingStar ESKA: Hity Na Czasie |                          |                                          |
| Ania                          | "Trudno mi się przyznać" | All Saints - "Black Coffee"              |
| Ewa Sonnet                    | "i RNB"                  | Ashlee Simpson - "Boyfriend"             |
| Gosia Andrzejewicz            | "Pozwól żyć"             | Avril Lavigne - "My Happy Ending"        |
| Goya                          | "Smak Słów"              | Daniel Powter - "Bad Day"                |
| Hey                           | "A Ty?"                  | Dannii Minogue - "I Begin To Wonder"     |
| Hey                           | "Mimo wszystko"          | Fall Out Boy - "Dance, Dance"            |
| Jeden Osiem L                 | "Jak zapomnieć"          | Girls Aloud - "No Good Advice"           |
| Kasia Cerekwicka              | "Na kolana"              | Goldfrapp - "Ooh La La"                  |
| Kasia Cerekwicka              | "Potrafię kochać"        | Jamelia - "Beware of the Dog"            |
| Kasia Klich                   | "Toksyczna miłość"       | James Morrison - "You Give Me Something" |
| Kayah                         | "Testosteron"            | JoJo - "Leave (Get Out)"                 |
| Krzysztof Kiljański ft. Kayah | "Prócz Ciebie nic"       | Lemar - "It's Not That Easy"             |
| Lerek ft. Nowator             | "Moja Panienka"          | Lily Allen - "Littlest Things"           |
| Mezo / Tabb / Kasia Wilk      | "Sacrum"                 | My Chemical Romance - "Helena"           |
| Monika Brodka                 | "Znam Cię na pamięć"     | Orson - "Bright Idea"                    |
| Sistars                       | "Na dwa"                 | Razorlight - "Golden Touch"              |
| Sylwia Wiśniewska             | "12 łez"                 | Travis - "Sing"                          |
| Łzy                           | "Oczy szeroko zamknięte" | Will Young - "Switch It On"              |

### Lista portuguesa
| Lista portuguesa          | Lista portuguesa           | Lista portuguesa                         |
| Artista                   | Canción                    | Canción sustituida                       |
| ------------------------- | -------------------------- | ---------------------------------------- |
| SingStar Pop Hits         |                            |                                          |
| 4 Taste                   | "Sempre Que Te Vejo"       | Akon - "Lonely"                          |
| Adriana Partimpim         | "Fico Assim Sem Você"      | All Saints - "Black Coffee"              |
| André Sardet              | "Foi Feitiço"              | Cascada - "Everytime We Touch"           |
| Amarguinhas               | "Just Girls"               | Dannii Minogue - "I Begin To Wonder"     |
| Boss AC                   | "Hip Hop (Sou Eu e És Tu)" | Fall Out Boy - "Dance, Dance"            |
| Clã                       | "Dançar na Corda Bamba"    | Girls Aloud - "No Good Advice"           |
| David Fonseca             | "The 80's"                 | Jamelia - "Beware of the Dog"            |
| D’ZRT                     | "Para Mim Tanto Faz"       | James Morrison - "You Give Me Something" |
| João Pedro Pais           | "Louco Por Ti"             | Lemar - "It's Not That Easy"             |
| Mesa & Rui Reininho       | "Luz Vaga"                 | Lily Allen - "Littlest Things"           |
| Paulo Gonzo & Olavo Bilac | "Jardins Proibidos"        | My Chemical Romance - "Helena"           |
| The Gift                  | "Fácil de Entender"        | Orson - "Bright Idea"                    |
| Toranja                   | "Carta"                    | Razorlight - "Golden Touch"              |
| Xutos & Pontapés          | "Ai Se Ele Cai"            | Will Young - "Switch It On"              |